# Rives d'Andaine
Rives d'Andaine é uma comuna francesa na região administrativa da Normandia, no departamento de Orne. Estende-se por uma área de 37.14 km². Em 2010 a comuna tinha 3 158 habitantes (densidade: 85 hab./km²).
Foi criada em 1 de janeiro de 2016, a partir da fusão das antigas comunas de La Chapelle-d'Andaine (sede da comuna), Couterne, Geneslay e Haleine.